# FAI Cup 2023
La FAI Cup 2023, denominata Sports Direct FAI Cup per ragioni di sponsorizzazione, è stata la 100ª edizione della competizione. È iniziata il 7 aprile 2023 e terminata il 12 novembre dello stesso anno.
Il Derry City era la squadra campione in carica. Il St Patrick's ha conquistato il trofeo per la quinta volta nella sua storia.

## Formula del torneo
| Turno             | Incontri | Squadre | Entrano a questo turno                                                                                            | Date              |
| ----------------- | -------- | ------- | --- | ----------------- |
| Turno preliminare | 8        | 40 → 32 | 16 squadre di Leinster Senior League, Munster Senior League e Ulster Senior League                                | 7-9 aprile 2023   |
| Primo turno       | 16       | 32 → 16 | 20 squadre di League of Ireland 4 squadre di Leinster Senior League, Munster Senior League e Ulster Senior League | 21-23 luglio 2023 |
| Secondo turno     | 8        | 16 → 8  | – | 18-21 agosto 2023 |
| Quarti di finale  | 4        | 8 → 4   | – | 15 settembre 2023 |
| Semifinali        | 2        | 4 → 2   | – | 7-8 ottobre 2022  |
| Finale            | 1        | 2 → 1   | – | 12 novembre 2023  |

## Turno preliminare
| Squadra 1         | Risultato       | Squadra 2             |
| ----------------- | --------------- | --------------------- |
| 7 aprile 2023     |                 |                       |
| St. Patrick's CY  | 4 – 0           | Willow Park           |
| Portlaoise        | 2 – 1           | Usher Celtic          |
| 8 aprile 2023     |                 |                       |
| Cockhill Celtic   | 5 – 4 (dts)     | St Mochta's           |
| Kilbarrack United | 5 – 0           | Drumcondra            |
| Ringmahon Rangers | 1 – 0           | Killester Donnycarney |
| 9 aprile 2023     |                 |                       |
| Skerries Town     | 4 – 0           | Newmarket Celtic      |
| Home Farm         | 0 – 0 (1-4 dtr) | Rockmount             |
| St Michael's      | 2 – 1           | Ballynanty Rovers     |

## Primo turno
Il sorteggio è stato effettuato il 6 giugno 2023.
| Squadra 1         | Risultato | Squadra 2         |
| ----------------- | --------- | ----------------- |
| 21 luglio 2023    |           |                   |
| UCD               | 3 – 2     | Cobh Ramblers     |
| Kerry F.C.        | 2 – 0     | Ringmahon Rangers |
| Drogheda Utd      | 2 – 1     | Sligo Rovers      |
| Bohemians         | 1 – 0     | Shelbourne        |
| Kilbarrack United | 0 – 1     | Finn Harps        |
| Wexford Youths    | 3 – 0     | Avondale United   |
| 22 luglio 2023    |           |                   |
| Treaty United     | 0 – 2     | Cork City         |
| Cockhill Celtic   | 1 – 3     | Bray Wanderers    |
| Gorey Rangers     | 1 – 2     | Rockmount         |
| St Michael's      | 0 – 5     | Waterford         |
| Galway United     | 4 – 1     | Bangor Celtic     |
| 23 luglio 2023    |           |                   |
| Lucan United      | 2 – 3     | St. Patrick's CY  |
| Portlaoise        | 0 – 3     | Skerries Town     |
| Derry City        | 3 – 0     | Athlone Town      |
| Dundalk           | 1 – 0     | Shamrock Rovers   |
| Longford Town     | 1 – 2     | St Patrick's      |

## Secondo turno
Il sorteggio è stato effettuato il 25 luglio 2023.
| Squadra 1        | Risultato       | Squadra 2      |
| ---------------- | --------------- | -------------- |
| 18 agosto 2023   |                 |                |
| Bohemians        | 6 - 0           | Rockmount      |
| Bray Wanderers   | 0 - 1           | Dundalk        |
| Kerry F.C.       | 0 - 1           | Drogheda Utd   |
| Finn Harps       | 5 - 0           | Skerries Town  |
| 20 agosto 2023   |                 |                |
| St. Patrick's CY | 0 - 1           | Wexford Youths |
| Derry City       | 0 - 0 (3-4 dtr) | St Patrick's   |
| 21 agosto 2023   |                 |                |
| UCD              | 1 - 5           | Galway United  |
| Cork City        | 3 - 0           | Waterford      |

## Quarti di finale
Il sorteggio è stato effettuato il 22 agosto 2023.
| Squadra 1         | Risultato | Squadra 2      |
| ----------------- | --------- | -------------- |
| 15 settembre 2023 |           |                |
| Cork City         | 2 - 1     | Wexford Youths |
| Drogheda Utd      | 1 - 3     | Bohemians      |
| Galway United     | 4 - 0     | Dundalk        |
| Finn Harps        | 1 - 2     | St Patrick's   |

## Semifinali
Il sorteggio è stato effettuato il 19 settembre 2023.
| Squadra 1      | Risultato | Squadra 2    |
| -------------- | --------- | ------------ |
| 7 ottobre 2023 |           |              |
| Galway United  | 0 - 1     | Bohemians    |
| 8 ottobre 2023 |           |              |
| Cork City      | 0 - 2     | St Patrick's |

## Finale
| Arbitro: | Paul McLaughlin |

|            |           |                                         |
| Afolabi 9’ | Marcatori | 23’ Doyle 48’ (aut.) Nowak 87’ Lonergan |